# Anomis alluaudi
Anomis alluaudi là một loài bướm đêm trong họ Erebidae.